# Salix legionensis
Salix legionensis är en videväxtart som beskrevs av F. Llamasá. Penas. Salix legionensis ingår i släktet viden, och familjen videväxter. Inga underarter finns listade i Catalogue of Life.